# 愛新泰
愛新泰為中國清朝武官官員，本籍滿洲。1799年（嘉慶4年）奉旨接任哈當阿擔任台灣鎮總兵。是台灣清治時期此期間，受台灣道制約的台灣地區最高軍事首長。
| 前任： 哈當阿 | 台灣鎮總兵 1799年上任 | 繼任： 許松年 |